# Мемориал Королевской артиллерии
Мемориал Королевской артиллерии (англ. Royal Artillery Memorial) — мемориал, созданный скульптором Чарлзом Сарджентом Джаггером и архитектором Лайонелом Пирсоном в память о 49 076 солдатах Королевской артиллерии, погибших в Первой мировой войне. Расположен в Гайд-парк Корнере (Лондон).
Характер конфликта на Западном фронте был таков, что артиллерия играла важную роль в боевых действиях. Королевский артиллерийский фонд памяти о войне (RAWCF) был сформирован в 1918 году для того, чтобы вести работу по увековечению памяти погибших в прошедшей войне. RAWCF обратился к нескольким архитекторам с тем, чтобы они разработали проект мемориала, однако ни один из художников не смог создать композицию, удовлетворяющую заказчика, из-за настойчивого желания членов фонда представить артиллерийское дело визуально. После нескольких неудачных попыток фонд остановил свой выбор на кандидатуре Чарлза Джаггера, принимавшего участие в боевых действиях и имевшего ранения. Джаггер разработал проект, который был принят в 1922 году, перед постройкой проект несколько раз менялся.
Основание монумента выполнено из портлендского камня и имеет в плане крестообразную форму. На нём установлена каменная гаубица, на треть превышающая натуральный размер артиллерийского орудия. Создавая её, Джаггер использовал как модель орудие из Имперского военного музея. С четырёх торцов крестообразного основания установлены бронзовые скульптуры, представляющие офицера (южная сторона), подносчика снарядов (восточная сторона), возчика (западная сторона) и павшего солдата (северная сторона). На боковых сторонах основания расположены рельефы со сценами боевых действий.
Мемориал, центром композиции которого стала гаубица, а одной из фигур — скульптура мёртвого солдата, своим реализмом значительно отличался от других мемориалов, посвящённых Первой мировой войне, особенно от известнейшего Кенотафа, в котором использовались чистые архитектурные формы и классический символизм. Когда проект был обнародован, он вызвал споры; некоторые критики считали изображение мёртвого солдата слишком натуралистичным и потому неуместным. Были высказаны сомнения в возможности исполнения гаубицы в камне. Тем не менее мемориал стал пользоваться популярностью, в том числе у бывших военнослужащих, а позже был признан шедевром Джаггера и одним из лучших военных мемориалов Великобритании.
Мемориал был открыт герцогом Коннаутским 18 октября 1925 года. Позднее на памятнике были установлены доски с посвящениями 29 924 королевским артиллеристам, погибшим во Второй мировой войне. В 2011 году Мемориал, серьёзно пострадавший за годы своего существования от выветривания и осадков, был отреставрирован. Мемориал Королевской артиллерии является памятником архитектуры I степени и находится в ведении агентства English Heritage наряду с другими значительными военными памятниками и мемориалами.

## Предыстория
В Первой мировой войне (1914—1918) артиллерийские орудия нашли широкое применение, особенно на Западном фронте. Технические достижения в сочетании с относительно статичным характером позиционной войны сделали артиллерию решающей силой: более половины боевых потерь были понесены именно от артиллерийского огня. В свою очередь артиллерийские орудия и их расчёты сами были целью, и 49 076 солдат Королевской артиллерии погибли во время Первой мировой войны. В послевоенные годы многим бывшим военнослужащим было трудно осознать и принять масштабы понесённых потерь, доверие участников боевых действий к политическому руководству, которое привело страну к войне, было подорвано. В этой ситуации власти старались избегать слишком ярких напоминаний о прошедшей войне и её последствиях. Так изуродованным военнослужащим в 1920-х годах запретили участвовать в маршах ветеранов, получившие травмы лица зачастую скрывали их, появляясь на публике. В мемориалах Первой мировой войны, как правило, использовались аллегорические фигуры, такие как Мир или Победа. Образы солдат были редкостью. Если же они и появлялись, то изображались полными сил, в аккуратной военной форме, без единого намёка на тяготы войны.
Королевский артиллерийский фонд памяти войны (RAWCF) был сформирован в 1918 году из младших и старших офицерских чинов Королевской артиллерии. Цель RAWCF состояла в том, чтобы почтить память погибших артиллеристов. После обсуждения различных вариантов, в том числе приобретения домов для раненых солдат и постройки нескольких небольших памятников по всей стране, члены RAWCF решили возвести единый мемориал погибшим военнослужащим Королевской артиллерии. Мемориалы погибшим во время предыдущего крупного конфликта, Второй англо-бурской войны (1899—1902), широко критиковались как «лишённые воображения», и члены RAWCF не были впечатлены мемориалом Королевской артиллерии, который располагался на Мэлл. Художник Эдвард Пойнтер предложил уделить больше внимания, времени и средств строительству новых военных мемориалов, эта идея была принята на вооружение RAWCF.
RAWCF сначала изучил возможность присоединения к той или иной форме национального поминовения, варианты которых рассматривались после окончания войны. Первоначально комитет планировал потратить лишь небольшую часть средств собственно на памятник. Планировалось создать национальный мемориал в окрестностях Букингемского дворца или на Мэлл. Другим обсуждаемым вариантом было создание мемориального монастыря при Вестминстерском аббатстве, к основанию которого привлекались бы как полк Королевской артиллерии, так и другие воинские соединения. Однако от этой идеи быстро отказались, так как она вряд ли получила бы одобрение церковных властей. Общенациональная форма поминовения не получила одобрения отчасти из-за опасений, что отдельные полки не смогут сохранить свою индивидуальность в рамках единого целого — что имело большое значение для RAWCF. RAWCF занялся выбором места для своего собственного памятника: либо в Гайд-парк Корнер, либо на границе сада Букингемского дворца. Комитет настаивал на таком художественном решении монумента, которое было бы «безошибочно узнаваемо» как памятник артиллерии, и хотел, чтобы будущий его создатель получал консультации ветеранов войны, представителей RAWCF и следовал им.

## Поиски исполнителя
RAWCF рассмотрел и отклонил проект капитана Адриана Джонса, автора Мемориала кавалерийского полка англо-бурской войны. Затем комитет связался с архитекторами Эдвином Лаченсом, Гербертом Бейкером и Астоном Уэббом (также автором Мемориала кавалерийского полка). Лаченс представил три проекта, стоимость каждого была менее 15 тысяч фунтов стерлингов (примерно 664 тысячи фунтов стерлингов в уровне цен 2016 года), но несколько членов комитета посчитали их повторениями лондонского Кенотафа. От проектов Лаченса отказались также потому, что предполагалось возведение памятников, слишком высоких для их архитектурного окружения. Лаченс отказался продолжать работу, когда RAWCF настоял на том, чтобы центральной частью композиции была гаубица. Бейкер представил свой проект со сметной стоимостью более 25 тысяч фунтов стерлингов (примерно 1106 тысяч фунтов стерлингов в уровне цен 2016 года), который также был отклонён. Уэбб отказался разрабатывать проект для конкурса.

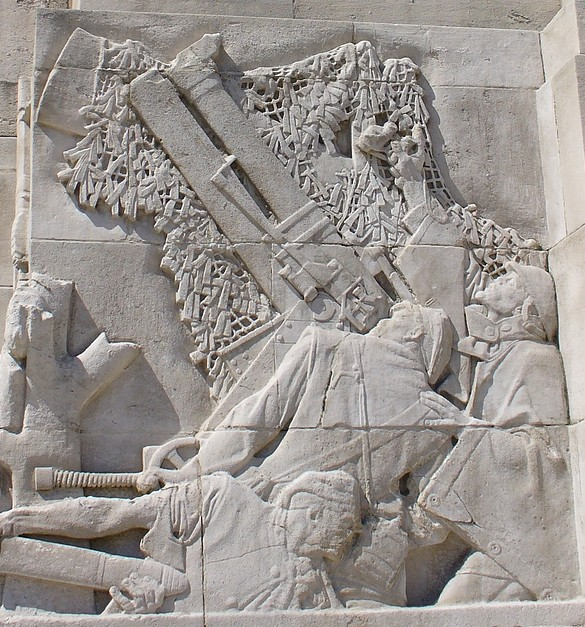
Фрагмент рельефа мемориала с изображением военной сцены

В начале 1921 года комитет обратился к скульптору Чарльзу Сардженту Джаггеру. В юности, прежде чем поступить в Королевский колледж искусств, Джаггер учился на гравёра по металлу. Во время войны он служил в пехоте и был ранен в битвах при Галлиполи и Нёв-Эглиз, награждён Военным крестом. В конце войны Джаггер уже работал над проектами военных мемориалов. Реализм и суровость его скульптур создали Джаггеру репутацию художника, склонного к нетрадиционным решениям. Его первым крупным заказом был Мемориал Хойлэйк и Вест-Кирби. Несмотря на отход от классических традиций, он получил высокую оценку на выставке Королевской академии 1921 года. Джаггер работал по всей Англии (мемориал Грейт-Вестерн на вокзале Паддингтон в Лондоне, Портсмутский военный мемориал) и за рубежом (Англо-бельгийский мемориал в Брюсселе). К моменту обращения RAWCF к художнику, эти работы находились в стадии проектирования или ещё строились. На выбор RAWCF, вероятно, повлияла и репутация Джаггера, и то обстоятельство, что он воевал. Возможно также, что американский художник Джон Сарджент, покровитель Джаггера, обратил внимание комитета на молодого художника. RAWCF пожелал, чтобы Джаггер представил модель реалистичную, в которой обязательно должна быть группа солдат, исполненная в бронзе. Как считал комитет, решение в духе реализма будет отвечать на запросы времени и учитывать вкусы ветеранов из низших слоёв общества и в то же время поможет донести дух эпохи до последующих поколений.
Для выполнения архитектурной части проекта Джаггер нанял Лайонела Пирсона и в июне 1921 года представил модель будущего мемориала, которую RAWCF и местные власти изучали в течение двух месяцев. По первоначальному замыслу Джаггера в композицию вошли две фигуры артиллеристов, а гаубица, венчающая всё сооружение, была немного меньше, и её дуло было направлено всторону. В отчёте комитету Джаггер подчеркнул свою уверенность в том, что художественное решение мемориала должно основываться на реалиях войны, что мемориал «должен быть во всех смыслах военным мемориалом». По словам Джаггера, артиллерия обладала «потрясающей мощью» и была «последним словом» в бою; выбранная им гаубица была единственным подходящим оружием, символизирующим возможности этого рода войск. В процессе проектирования комитет давал Джаггеру свои замечания, он охотно принимал советы в отношении технических вопросов, но защищал свою независимость как художника, отвергая предложения, которые, как он считал, могли повлиять на качество работы. Комитет высказал опасения, что художественное решение Джаггера будет неоднозначно воспринято в обществе, и, возможно, приведёт в замешательство женщин. Однако, в конечном итоге члены RAWCF подали 50 голосов за предложенный вариант мемориала против 15 и утвердили смету на работы по его возведению в 25000 тысяч фунтов стерлингов. Джаггер подписал официальный контракт на строительство мемориала в марте 1922 года.

## Композиция и символическое значение
Мемориал Королевской артиллерии находится в той части Гайд-парка, которую Малкольм Майлз в своей книге «Urban Avant-Gardes» назвал «зелёным островком движения» — в Гайд-парк Корнер в центре Лондона. Это один из нескольких военных мемориалов, которые возвышаются над кольцевой развязкой и её окрестностями; он находится прямо напротив Арки Веллингтона, а в северной части парка находится ещё один памятник герцогу Веллингтонскому — его конная статуя. Рядом расположены также: Памятник Пулемётному корпусу, военные мемориалы Австралии и Новой Зеландии и Мемориальные ворота Содружества.

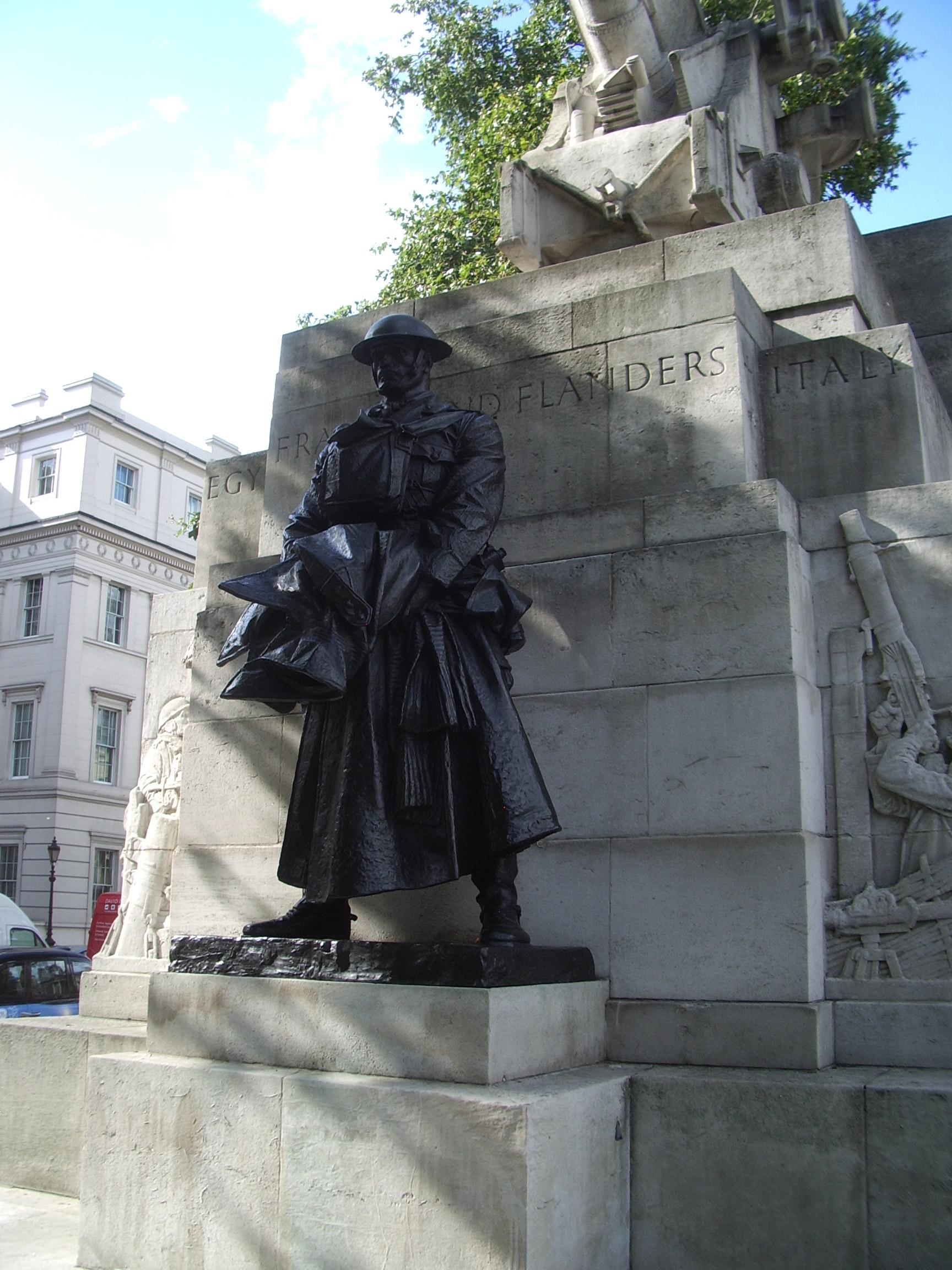
Капитан артиллерии
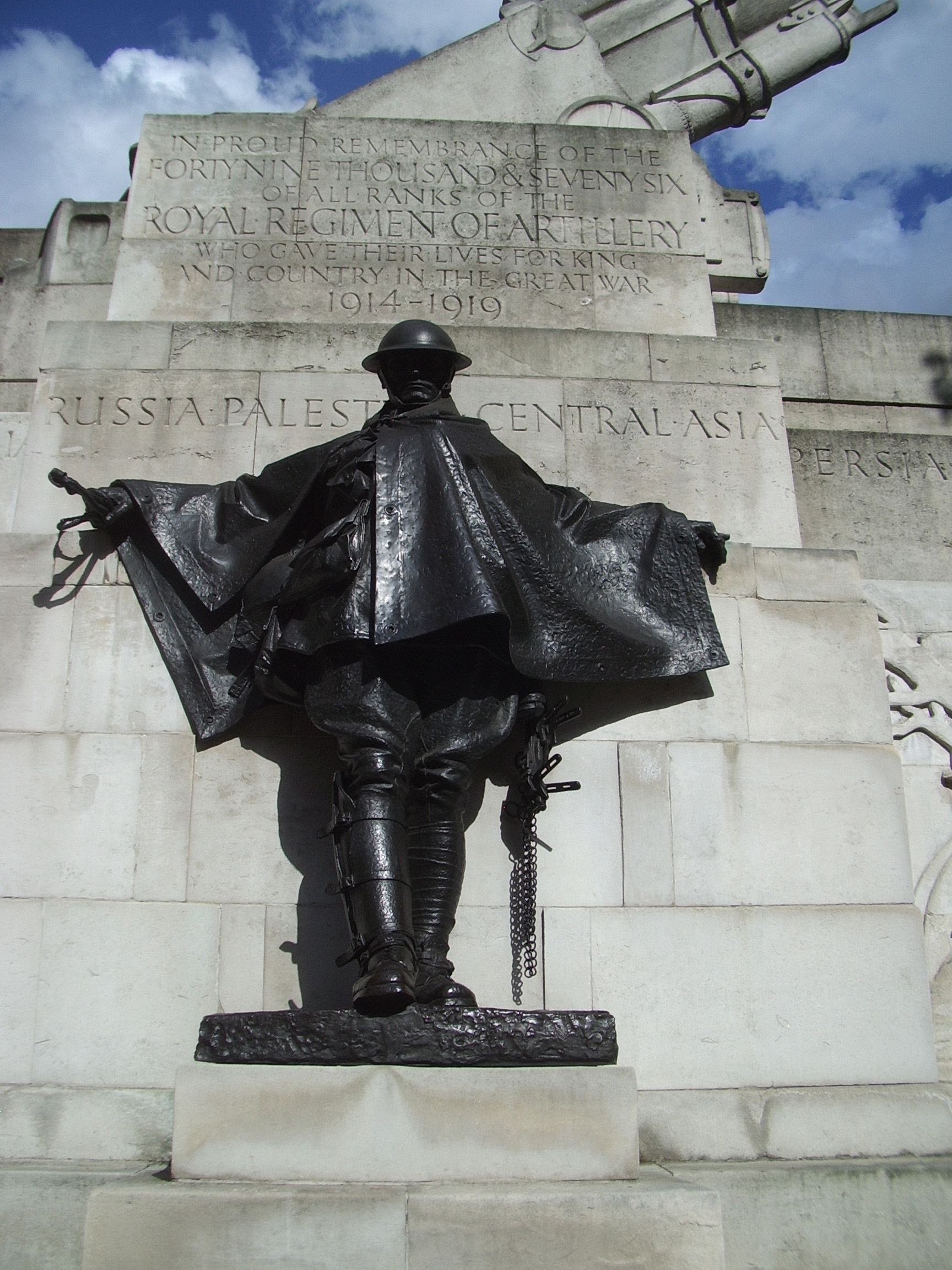
Возчик
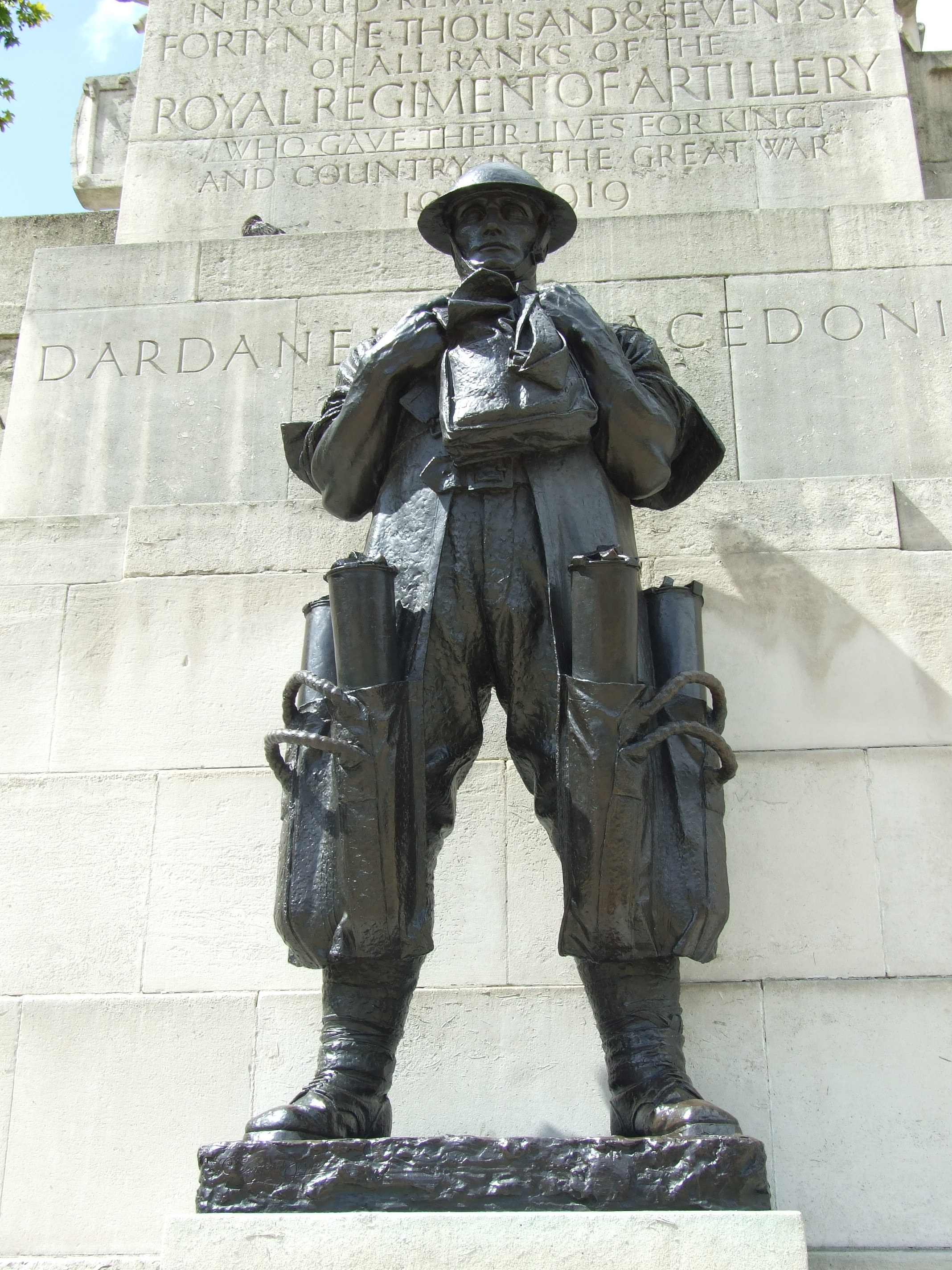
Подносчик снарядов
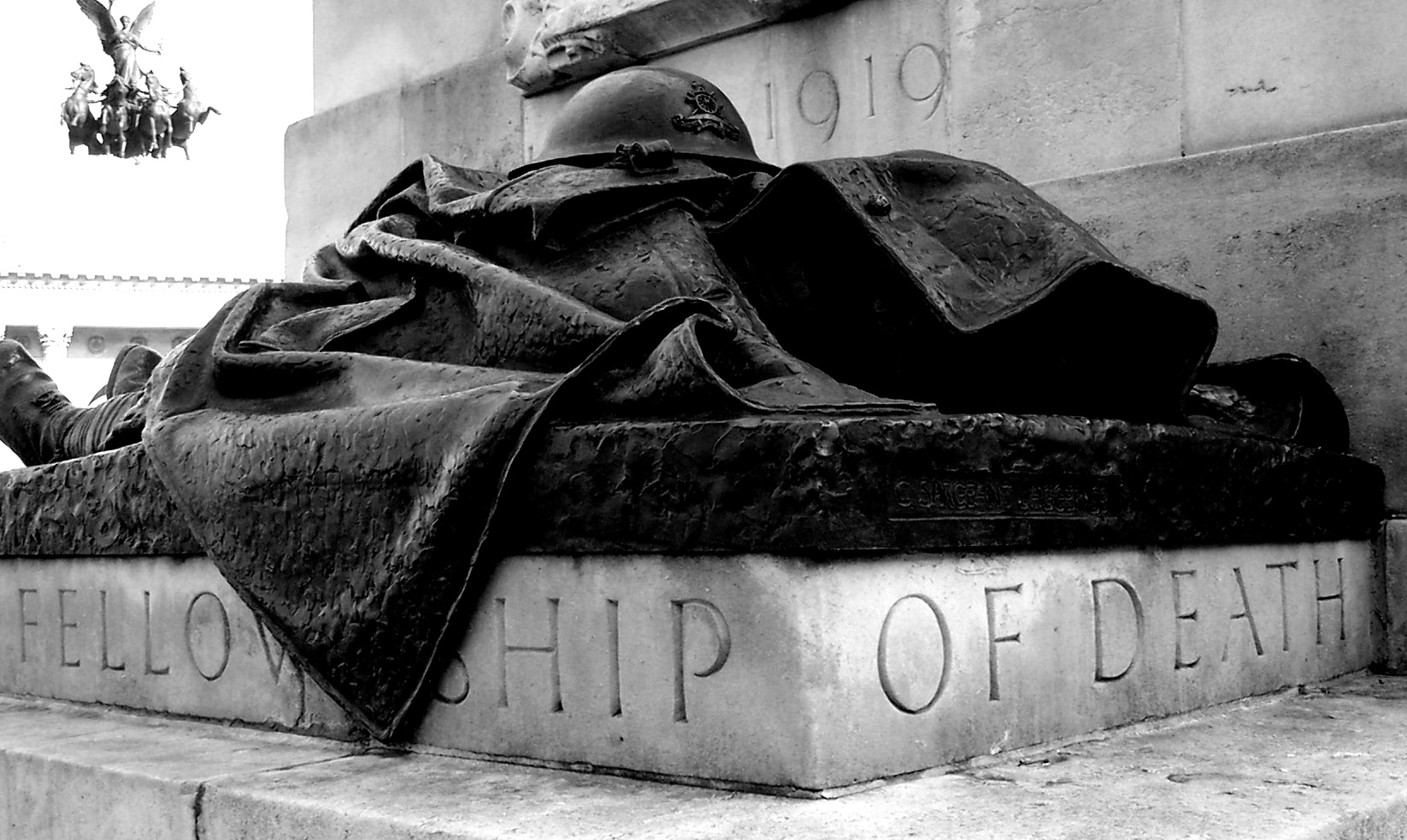
Мёртвый солдат

Мемориал имеет размеры 13 х 6 × 9 м, его пьедестал из портлендского известняка в плане имеет форму латинского креста. Пьедестал выполнен по проекту Пирсона. На нём установлена копия 9,2-дюймовой гаубицы BL на треть больше натурального размера, она также выполнена из камня. Орудие связано с одним из значительных эпизодов войны: на рассвете 1 сентября 1914 года британская 1-я кавалерийская бригада и батарея L Королевской конной артиллерии, расположившиеся бивуаком во французском местечке Нери, были застигнуты врасплох наступающей немецкой 4-й кавалерийской дивизией. Немецкая атака была поддержана 12 орудиями, которые разгромили британскую батарею. Однако англичанам удалось с помощью единственного 13-фунтового орудия и огня из винтовок и пулемётов сдержать натиск противника до подхода помощи. Гаубица батареи L после войны стала экспонатом Имперского военного музея.
Бронзовые фигуры артиллеристов, отлитые на заводе А. Б. Бертона, поставлены у торцов перекладин креста. С южной стороны, под стволом гаубицы — капитан артиллерии, держащий в опущенных руках шинель; с восточной — подносчик снарядов (англ. crew); с западной — возчик (англ. driver), наконец, с северной стороны — мёртвый солдат, накрытый шинелью, на его грудь положен шлем. На длинных сторонах пьедестала расположены каменные рельефы с изображением военных сцен, по два с каждой стороны — в каждой паре один рельеф несколько больше второго. Рядом с рельефами размещён королевский герб с артиллерийской пушкой. Рельефы на восточной стороне представляют бой тяжёлой артиллерии и гаубичного расчёта; на западной — действия конной артиллерии на большем рельефе и фигуры связиста и телефониста — на меньшем. Надпись на западной и восточной сторонах мемориала гласит: «В честь сорока девяти тысяч семидесяти шести человек всех званий Королевского артиллерийского полка, отдавших свои жизни за короля и страну в Великой войне 1914—1919 годов». Под фигурой мёртвого солдата выбита цитата из пьесы Шекспира «Генрих V»: «Здесь было царское братство смерти» — её предложил сам Джаггер.
Мемориал отличается как от более ранних памятников войны в Южной Африке, так и от большинства памятников, относящихся к эпохе Первой мировой войны, среди которых иногда встречаются изображения погибающих в бою солдат, но всегда героической, «красивой смертью». Символизм, как в памятнике работы Уильяма Колтона в Вустерском кафедральном соборе, использовался для некоторого отстранения наблюдателя от собственно события смерти. Большинство авторов мемориалов Первой мировой войны отреагировали на критику этого подхода, взяв на вооружение более отвлечённые архитектурные формы, но в то же время сохранив идеал «красивой смерти», как, например, Лаченс в Саутгемптонском Кенотафе, предшественнике более известного Кенотафа на Уайтхолл. Художники обращались к абстрактным конструкциям, призванным оторвать зрителя от реального мира, акцентируя идеализированное чувство самопожертвования. Солдаты здесь выступали в роли Гомеровских героев, как, например, в Мемориале пулемётного корпуса Френсиса Вуда, расположенном неподалеку от Мемориала артиллерии. Там, где появляется мёртвое тело, оно изображено со всей возможной безмятежностью и умиротворённостью, часто вознесённым на высокий постамент. Эффект усиливался тишиной, которая традиционно царит на церемониях поминовения, таких как проходящие у Кенотафа на Уайтхолл.
В Монументе Королевской артиллерии Джаггер использует средства реалистического изображения, передавая военную мощь без классической символики, которую он сам тоже использовал в своих довоенных произведениях. Искусствовед Реджинальд Виленски сравнивает эту работу Джаггера с манерой художника Фрэнка Брэнгвина, который изображал физический труд солдат и рабочих во время войны. Три бронзовые фигуры производят впечатление усталости или задумчивости; обезличенное мёртвое тело под плащом не столько покоится, сколько кажется придавленным к земле огромной тяжестью. При этом внушительные размеры мемориала — гаубица больше натуральных размеров с поднятым стволом (фаллический символ) — дают ощущение силы и мощи; фигуры артиллеристов коренастые, мужественные, мускулистые.
Несмотря на реализм фигур артиллеристов некоторые критики отмечали «бесчеловечные черты мемориала». Его подавляющие масштабы отдаляют монумент от наблюдателя, по словам историка искусства Джона Глэйвса-Смита, образы солдат обезличены подобно кубистским военным картинам Уиндема Льюиса и Кристофера Невинсона. Резные рельефы агрессивны и враждебны, это достигается особой моделировкой поверхности камня. Отвечая на вопрос о реалистичных изображениях, Джаггер заявил: «опыт в окопах убедил меня в необходимости откровенности и правды». По словам искусствоведа Джона Глэйвс-Смита, Джаггер поднимает темы «выносливости и самопожертвования, а не динамизма и конфликта» и, таким образом, говорит своей аудитории о таких сторонах войны, которые не ассоциируются с классическими памятниками, например, Кенотафом.

## Критика
С момента своей постройки Мемориал Королевской артиллерии был предметом множества критических дискуссий. Несмотря на то, что RAWCF был в общем удовлетворён памятником, некоторые члены RAWCF не одобряли концепцию Джаггера, особенное неудовольствие вызывала фигура мёртвого солдата. Считалось, что она может послужить поводом для расстройства родственников погибших, что главная задача любого памятника — утешение в горе, а не напоминание о потерях. Эта фигура шокировала публику, которая не привыкла к столь зримым изображениям последствий войны из-за цензурных ограничений. В то же время Чарльз Фоулкс, первый хранитель Имперского военного музея, был очень впечатлён памятником, а свои чувства от созерцания мёртвого солдата определил как «острую и потрясающую констатацию факта, который заставляет наблюдателя неосознанно приподнять шляпу».
После открытия Мемориала в британской прессе разгорелась бурная дискуссия о нём. The Times критически оценила памятник, сравнивая его с Кенотафом не в пользу творения Джаггера. Автор Daily Mail обращал внимание на стоимость памятника, по его мнению, этим деньгам можно было найти лучшее применение — на непосредственную помощь раненым ветеранам. Критиковались фигура мёртвого солдата и доминанта Мемориала — гаубица. Так, художник Селвин Имидж считал, что в памятнике вообще неуместно изображение какого-либо орудия. Лорд Керзон назвал гаубицу «сидящей на корточках жабой, которая вот-вот выплюнет огонь изо рта … ничего ужасней нельзя придумать». Редакции The Times и The Builder сравнили гаубицу с детской игрушкой, отмечая, что оружие не должно появляться в произведениях изобразительного искусства. В журнале The Builder резко критиковали тесные отношения между скульптором и заказчиком, которые рассматривались как первопричина неудачи, так как Джаггер, по мысли редакции, слишком положился в своём художественном решении на мнение артиллеристов. Модернисты же, например, Роджер Фрай, раскритиковали традиционную, шаблонную, по их мнению, ничего нового не открывающую, композицию памятника.
Тем не менее в некоторых изданиях отзывы были более благосклонны. Manchester Guardian отметила, что суровый реализм изображения был «давно назревшим ужасным откровением», и выразила надежду, что ветераны покажут мемориал своим жёнам и детям, чтобы те лучше поняли события войны. Газета приводит слова бывших военнослужащих, которые, осматривая памятник, вспоминают войну и отмечают, как в бронзовых фигурах переданы реалии их службы в артиллерии. The Illustrated London News сообщила, что через два дня после официального открытия мемориала, незадолго до рассвета, под дождём, собрались люди, чтобы провести небольшую церемонию. Автор статьи отметил, что это обстоятельство больше говорит о силе воздействия памятника, чем все негативные отзывы искусствоведов. Эти мнения в конечном итоге возобладали, и мемориал стал в народе называться «особым кенотафом канониров», а лорд Эдвард Глейхен в 1928 году отозвался о работе Джаггера как «поразительно творческом и наиболее достойном изображении». К 1930-м годам мемориал стал одним из самых известных памятников в Европе.
После Второй мировой войны восприятие мемориала сместилось в сторону скепсиса. Через несколько десятилетий (1980) Джеффри Григсон повторил оценку лорда Керзона: «приземистая жаба из глупого камня». Однако уже в это время интерес к творчеству Джаггера и, в частности, к мемориалу возродился, что привело к его новой переоценке; в одной из последних работ, затрагивавших тему мемориала, он признаётся «произведением высочайшего качества и отличия». Алан Борг, историк искусства и директор Имперского военного музея, в 1991 году отозвался о работе Джаггера как о «несомненном шедевре», отметив качество скульптурной работы, которое делает мемориал «одним из выдающихся образцов британского искусства XX века» и «возможно, единственным военным мемориалом», который признан важным по существу.
В XXI веке мемориал ставится историками архитектуры в один ряд с мемориалами Комиссии по военным захоронениям Содружества (Гэвин Стэмп) и объявляется «величайшей скульптурой двадцатого века» (Брайан Сьюэлл, 2004). При включении мемориала в Список национального наследия отмечалось, что мемориал «теперь обрёл международное признание как один из лучших мемориалов, возведённых где-либо после Первой мировой войны. В нём сочетаются скульптурная сила и смелость концепции, яркое повествование и человечность делают мемориал выдающимся» и что «включение изображения мёртвого тела более натурального размера было смелым актом и не имеет аналогов ни в одном крупном британском мемориале». В «Путеводителе по архитектуре Певзнера» отдаётся должное скульптурам Джаггера, особенно фигуре мёртвого солдата, и отмечается, что мемориал «теперь признан шедевром британской скульптуры XX века».

## Дальнейшая история мемориала
Первоначально открытие мемориала было запланировано на 28 июня 1925 года, но в начале этого года один из ключевых помощников Джаггера ушёл в отставку, оставив того завершать работу в одиночку. Джаггер сообщил RAWCF, что без ущерба для качества невозможно вовремя закончить работу. Мемориал был открыт на четыре месяца позже, 18 октября 1925 года, принцем Артуром и преподобным Альфредом Джарвисом, генерал-капелланом вооружённых сил. Несмотря на задержку, RAWCF и Джаггер расстались в очень хороших отношениях, комитет был доволен работой скульптора. Джаггер вложил столько сил на создание монумента, что после его открытия приостановил работу над всеми своими проектами на шесть месяцев. Хотя поначалу мемориал получил противоречивые отзывы, он ещё больше укрепил профессиональную репутацию Джаггера. В 1926 году он был награждён золотой медалью Королевского Британского общества скульпторов, а позже, в том же году, был принят в члены общества.
Бронзовые таблички на южной стороне мемориала, на плоском постаменте, заменявшем ступени, были добавлены в 1949 году. Это дополнение, созданное Дарси Брэдделом, увековечивает память 29 924 королевских артиллеристов, погибших во Второй мировой войне. Их открыла принцесса Елизавета (будущая королева Елизавета II). С годами загрязнения и атмосферные осадки привели к повреждениям бронзы и камня. Компания «Английское наследие» в 2011 году провела капитальную реставрацию мемориала, завершившуюся ко Дню перемирия.
В 1970 году мемориал был внесён в список памятников архитектуры категории II*, а в июле 2014 года он стал одним из пяти мемориалов Лондона, получивших статус первого уровня в ознаменование столетия начала Первой мировой войны. Статус обеспечивает правовую защиту здания от сноса или его изменения. Уровень II* применяется к «особо важным зданиям, представляющим не только особый интерес», и применяется примерно к 5,5 процентам объектов, включённых в список памятников архитектуры. Уровень I зарезервирован для сооружений, представляющих «величайший исторический интерес», и относится примерно к 2,5 процентам объектов, включённых в список памятников. В записи списка отмечается ценность всего комплекса памятников на Гайд-парк Корнер, в который, кроме Мемориала Королевской артиллерии, входят также Арка Веллингтона и другие военные мемориалы.

В последней части романа Голсуорси «Сага о Форсайтах» — «Лебединой песне» — один из главных героев, Сомс Форсайт, рассматривает Мемориал (действие происходит в 1926 году): 
«Сейчас он [памятник] показался ему очень жизненным и подходил к его настроению — не увиливал от правды; ничего напыщенного в этом орудии — короткая тявкающая игрушка; и эти темные мужские фигуры в стальных шлемах, исхудалые и стойкие! Ни признака красивости в этом памятнике, никаких ангелов с крыльями, ни Георгиев-победоносцев, ни драконов, ни вздыбленных коней, ни лат, ни султанов. Вот он громоздится, как большая белая жаба, на жизни народа. Гром, обращенный в бетон. Никаких иллюзий! Невредно посматривать на него этак раз в день, чтобы не забыть, чего не надо делать».

Однако, возвращаясь назад, Сомс смотрит на памятник уже по-другому:
«Нет! Неудачная вещь, думалось ему теперь, — слишком натуральная и тяжеловесная. Может эта белая махина способствовать повышению акций? В конце концов лучше было дать что-нибудь с крыльями. Что-нибудь такое, от чего людям хотелось бы покупать акции или поступать в услужение; что помогло бы принять жизнь, а не напоминало бы все время, что один раз их уже взорвали на воздух и, наверно, опять взорвут».